# Powstanie w Azji Środkowej (1916)
Powstanie w Azji Środkowej – rewolta rdzennych ludów rosyjskiego Turkiestanu, do jakiej doszło w lipcu-sierpniu 1916 r. po ogłoszeniu ukazu Mikołaja II o mobilizacji zwolnionej dotąd ze służby wojskowej ludności do prac pomocniczych przy wojsku. Była kulminacją niezadowolenia miejscowych muzułmanów, zwłaszcza ubogich, jakie budziła kolonialna polityka rosyjska w Azji Środkowej, a także korupcja, powszechna wśród starszyzn aułów i przywódców plemiennych. Powstanie przybrało postać ataków na rosyjskich osadników, miejscowych urzędników i przedstawicieli starszyzny. Najkrwawszy przebieg miały wydarzenia w Siedmiorzeczu.
Bunt został krwawo stłumiony przez wojsko pod dowództwem gen. Pawła Iwanowa i generał-gubernatora turkiestańskiego Aleksieja Kuropatkina. Podczas ekspedycji karnych zginęło od 88 tys. do nawet 600 tys. rdzennych mieszkańców Azji Środkowej, a przynajmniej 250 tys. zbiegło do Chin. Żołnierze niszczyli również mienie miejscowych i palili całe wsie. Liczba zabitych i zaginionych rosyjskich osadników nieznacznie przekroczyła 3600 osób.

## Tło wydarzeń
Politykę rosyjską wobec podbitych obszarów Azji Środkowej cechowała brutalność i korupcja, co budziło coraz większy sprzeciw miejscowej ludności. W latach 80. XIX w. w obwodzie siemirieczeńskim przeprowadzono pomiar i podział ziemi, z którym wiązało się bezprawne, całkowicie tolerowane przez władze przekazywanie ziemi uprawianej dotąd przez kirgiskich koczowników osadnikom rosyjskim. "Demokratyczny samorząd" utworzony przez Rosjan, do którego weszli miejscowi przywódcy rodowi i plemienni, był całkowicie skorumpowany, stając się narzędziem do fałszerstw i wyłudzeń łapówek, a przez to krzywdzenia słabszych i mniej ustosunkowanych rodów. Koczownicy byli wypierani z lepszych ziem i zmuszani do wypasania swoich stad wysoko w górach lub też musieli podejmować pracę parobków. Według Daniela Browera w żadnym regionie Rosji w tym okresie nie było tak rażących przypadków dyskryminacji, jak w rosyjskim Turkiestanie. W latach 1873–1876 oraz w 1898 r. miały miejsce lokalne powstania.
Rozwój przemysłu bawełnianego w południowej części Azji Środkowej przyniósł pewne korzyści miejscowej ludności, jednak przemysł ten silnie uzależniony był od koniunktury na rynku międzynarodowym. Na początku I wojny światowej ceny bawełny nagle spadły, podczas gdy ceny dóbr konsumpcyjnych bardzo wzrosły.

## Przebieg powstania
Bezpośrednią przyczyną wybuchu rewolty był ukaz cara Mikołaja II z 25 czerwca 1916 r., nakazujący mobilizację 390 tys. mężczyzn z Azji Środkowej, w wieku od 19 do 43 lat, nierosyjskiego pochodzenia (inorodców), dotąd wyłączonych ze służby wojskowej, do prac pomocniczych przy armii. Mieli oni zajmować się budową fortyfikacji i urządzeń łączności, a także wykonywaniem "innych prac niezbędnych dla obrony narodowej". Zwolnieni z poboru byli pracownicy administracji państwowej, ludzie zatrudnieni przez osoby pełniące funkcje państwowe, studenci i absolwenci szkół wyższych oraz średnich. Zwolnienie obejmowało także nauczycieli oraz mułłów. Nadto dopuszczono, by generał-gubernator odstąpił od poboru w regionach szczególnie trudno dostępnych, np. w paśmie Pamiru.
Ukaz został podany do wiadomości publicznej między 30 czerwca a 8 lipca 1916 r., wywołując powszechne oburzenie wśród mężczyzn. Nie chcieli oni zostawiać gospodarstw w porze zbiorów bawełny, a także obawiali się, że pozostawione na miejscu kobiety będą musiały podjąć pracę i przez to wyjdą z domów. Szybko rozeszły się również pogłoski, jakoby rekruci mieli trafić do oddziałów frontowych i walczyć przeciwko współwyznawcom – muzułmańskim Turkom. Lud Jomudów uznał natomiast pobór do prac pomocniczych za obrazę honoru i zbiorowo emigrował na terytorium Persji i Afganistanu, dopuszczając się po drodze aktów grabieży i zabijając rosyjskich żołnierzy wojsk pogranicznych. Bunt na znacznym obszarze rosyjskiej Azji Środkowej, od Uralska do Fergany, wybuchł praktycznie natychmiast po ogłoszeniu ukazu. Na całym tym obszarze dochodziło do napadów na biura, gdzie prowadzono zapisy rekrutów, do niszczenia linii kolejowych i telegraficznych. 11 lipca 1916 r. miała miejsce masowa demonstracja w Taszkencie.
W Chodżencie, gdzie naczelnik powiatu powierzył sporządzenie spisu rekrutów miejscowym autorytetom (starszyźnie, kadiemu, mułłom), doszło do starcia z policją i oddziałami Kozaków, gdy okazało się, że na listę wciągani są mężczyźni, którzy nie byli w stanie wręczyć łapówki. W Andiżanie pięciotysięczny tłum, podżegany przez mułłów, zaatakował dzielnicę rosyjską w celu zniszczenia spisów rekrutów. W starciu z Kozakami zginęły trzy osoby, a dwanaście odniosło rany. Do starcia z żołnierzami doszło w Namanganie i w Margelanie, gdzie byli zabici i ranni po obu stronach. W Dżyzaku tłum prowadzony przez sufickich mułłów zamordował komendanta powiatu, trzech policjantów, przedstawiciela starszyzny i tłumacza, którzy wyszli naprzeciw demonstrantom zmierzającym do rosyjskiej dzielnicy, skąd zamierzali zabrać spis rekrutów. Następnie muzułmańscy demonstranci zabili grupę miejscowych rosyjskich osadników, w tym kobiety i dzieci, zniszczyli stację kolejową i podpalili zbiornik ropy naftowej.
Łącznie w buncie wzięło udział od ok. 15 tysięcy do ponad 50 tys. osób. W rejonie Dżyzaku koczownicy razem z ludnością osiadłą zabili 16 rosyjskich robotników kolejowych, niszczyli stacje pocztowe, telegraf i mosty. Równocześnie w miastach wielu przedstawicieli miejscowych elit, utrzymujących dobre kontakty z rosyjskimi urzędnikami, nie poparła rewolty i ukryła się w rosyjskich dzielnicach.

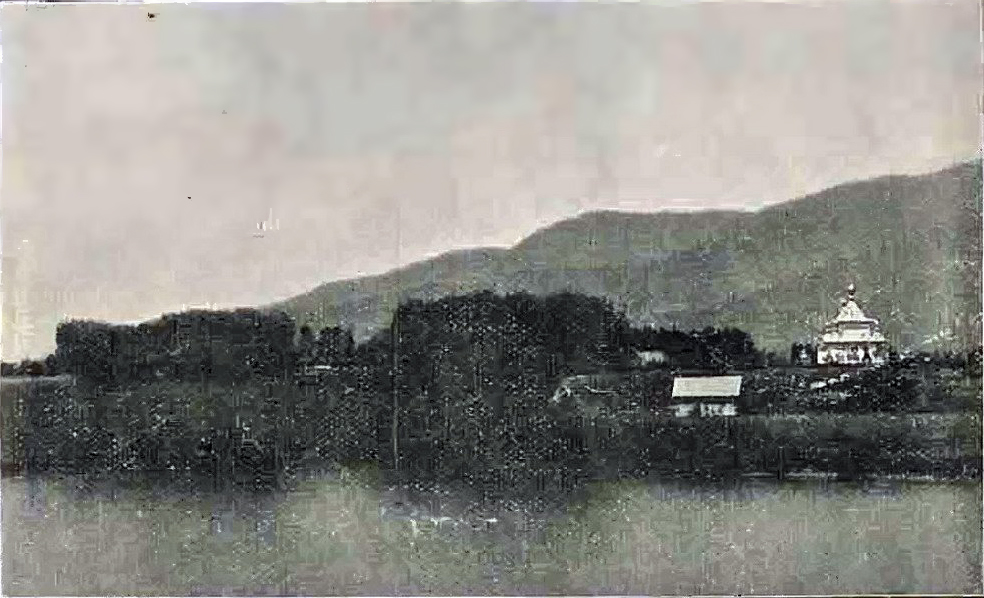
Zniszczony podczas powstania monaster nad Issyk-kul

Najpóźniej bunt rozpoczął się w powiatach biszkeckim, przewalskim i dżarkenckim w Siedmiorzeczu, a następnie także w powiecie wierneńskim. Wśród koczowniczej ludności kazachskiej ofiarami ataków padali skorumpowani naczelnicy gmin, starsi rodów, pisarze i starsi aułów, na których napadali młodzi mężczyźni, zbyt ubodzy, by wykupić się od wpisania na listę do poboru. Z reguły miejscowa starszyzna wzywała wówczas na pomoc Kozaków. Napastnicy uciekali do Chin, dochodziło przy tym do przypadków napadów i niszczenia mienia; z kolei rosyjscy osadnicy przejmowali porzucone mienie Kazachów. Koczowniczy Kirgizi (ok. 1/3 całego ludu) zbuntowali się, gdy pozostała bez reakcji petycja, by zaciąg do wojska przełożyć na okres po żniwach i by umożliwić im wstępowanie do oddziałów kozackich zamiast kierować ich do wykonywania prac pomocniczych na zapleczu frontu. Ich wystąpienia rozpoczęły się w sierpniu napadem na monaster Trójcy Świętej nad jeziorem Issyk-kul, gdzie brutalnie zamordowano siedmiu starszych mnichów. W powiecie wierneńskim Kirgizi, Kazachowie, Taranczowie i Dunganie zjednoczyli siły w walce z carską administracją. Cały obszar Doliny Czujskiej i północny brzeg Issyk-kul oraz Narynu ogarnęły walki. Rosyjscy koloniści przystąpili do organizowania oddziałów samoobrony, niszcząc auły kirgiskie i kazachskie. W Przewalsku dokonali linczu na 60 zatrzymanych powstańcach. Kirgizi przeprowadzili nieudany atak na Tokmak, odparty przez Kozaków.
Gubernator fergański Aleksandr Gippius, który najpierw zapewniał o swojej sympatii dla islamu, a następnie domagał się nadania sobie nadzwyczajnych pełnomocnictw dla pacyfikacji buntu, stracił stanowisko. Usunięto z urzędu również gubernatora syr-daryjskiego Aleksandra Gałkina, chociaż udało mu się częściowo uspokoić nastroje na podległym sobie obszarze, podejmując negocjacje.
W ocenie Andreasa Kappelera wydarzenia w Azji Środkowej można nazwać powstaniem, które miejscowo przybrało charakter antykolonialnej walki o niezależność, w innych zaś – wojny religijnej muzułmanów przeciwko prawosławnym rosyjskim osadnikom. Natomiast według Jerzego Rohozińskiego bunt w Azji Środkowej nie był ani powstaniem antyrosyjskim, ani wystąpieniem rewolucyjnym czy narodowowyzwoleńczym, ale potężną rewoltą przeciwko niekompetencji i korupcji miejscowych urzędników, natomiast epizody zmuszania do przejścia z prawosławia na islam czy mobilizowania tłumów przez sufickich duchownych były rzadkością.

## Stłumienie
Rewolta w Azji Środkowej została stłumiona przez rosyjskie wojsko w brutalny sposób. Całością sił skierowanych do pacyfikacji buntu dowodził gen. Pawieł Iwanow, gubernator siemirieczeński, zachęcany do bezwzględności przez generał-gubernatora turkiestańskiego Aleksieja Kuropatkina. Z rozkazu Iwanowa niszczono całe wsie, palono zabudowania, niszczono uprawy. Tylko na obszarze zamieszkiwanym przez Turkmenów carscy żołnierze skonfiskowali 780 koni, 4800 wielbłądów, 2500 sztuk bydła i 175 tys. owiec. Równocześnie rosyjscy osadnicy, którzy wcześniej zostali napadnięci i stracili swoje gospodarstwa, mścili się, za przyzwoleniem władz, na miejscowej ludności, także pokojowo nastawionej, niebiorącej wcześniej udziału w powstaniu, czy nawet ostrzegającej Rosjan przed planowanymi atakami. Pod koniec sierpnia Kozacy dokonali masakry ludności rejonu Dżyzaku, gdzie wcześniej doszło do ataków na rosyjskie osady. 20 tys. mężczyzn przymusowo wysłano do prac pomocniczych w wojsku, część kobiet, dzieci i mężczyzn w podeszłym wieku zabito na miejscu, inni zbiegli w góry. Dochodziło do przypadków mordowania wziętych do niewoli (m.in. w Biszkeku, Ługowym i Biełowodskim).
Według historyków radzieckich podczas ekspedycji karnych zginęło 88 tys. ludzi uznanych za uczestników lub zwolenników buntu, a 250 tys. osób (głównie z Siedmiorzecza) uciekło do Chin. Oznaczało to, że tłumienie rewolty doprowadziło do śmierci lub ucieczki 20% rdzennej populacji Azji Środkowej. Istnieją również szacunki dużo wyższe, wskazujące na śmierć ponad 600 tys. osób, z czego 205 tys. w Siedmiorzeczu. Straty ludności rosyjskiej do grudnia 1916 r., według raportu Kuropatkina wyniosły 2325 zabitych i 1384 zaginionych osadników, a ponadto 24 urzędników.
Według wspomnień Kuropatkina na śmierć za udział w zamieszkach skazano 347 osób (w innym miejscu autor ten wspomina o 1000 wyrokach), ale na mocy jego decyzji tylko 51 z nich faktycznie stracono. 288 skazano na przymusową pracę przy wojsku, 168 – na ciężkie roboty, zaś 129 – na więzienie. Kuropatkin planował masowe wysiedlenie Kazachów i Kirgizów, jednak projekt ten udaremniła rewolucja lutowa. 18 marca 1917 r. dla uczestników powstania ogłoszona została amnestia, Rząd Tymczasowy zapowiedział również pomoc dla powracających z Chin uchodźców.
Część przywódców powstania przystąpiła do partii bolszewickiej (m.in. Tokasz Bokin i Amangeldy Imanow). O wiele powszechniejsze było jednak utrwalenie się wśród uchodźców, muzułmańskiego duchowieństwa i części inteligencji postaw antyrosyjskich. Jonathan Smele jest zdania, że wydarzenia w 1916 r. w Azji Środkowej miały bezpośrednie przełożenie na przebieg wojny domowej w tym regionie po 1918 r. – próbę utworzenia autonomicznej Kokandy, a następnie rozwój ruchu Basmaczy.

## Powstanie w historiografii, pamięci i polityce historycznej
Radziecka historiografia z reguły przedstawiała powstanie w Azji Środkowej jako walkę rewolucyjną, pomijając w takiej interpretacji fakt, iż szereg jego lokalnych przywódców walczyła następnie, podczas wojny domowej w Rosji, przeciwko czerwonym. Historiografia i polityka historyczna narodów Azji Środkowej natomiast przedstawia je natomiast jako część ruchów narodowowyzwoleńczych tych narodów. Według oficjalnej, promowanej przez państwo wersji historii Kazachstanu powstanie w 1916 r. przedstawiane jest jako szczególny moment w historii walk narodowowyzwoleńczych Kazachów, bunt o charakterze antykolonialnym i antyimperialistycznym.
2 września 2016 r. w Biszkeku w obecności prezydenta Kirgistanu Ałmazbeka Atambajewa odsłonięty został pomnik ofiar pacyfikacji powstania. Masowa ucieczka Kirgizów do Chin określana jest w Kirgistanie mianem Urkun – uchodźstwa. Wcześniej, w sierpniu tego roku, kirgiska komisja historyczna oficjalnie określiła te wydarzenia jako ludobójstwo (podobna interpretacja wydarzeń pojawia się w Kazachstanie, natomiast już nie w Turkmenistanie, Uzbekistanie i Tadżykistanie). W 2017 r. w Kirgistanie ustanowiono święto państwowe – Dzień Historii i Wspomnienia Przodków, które ma służyć upamiętnieniu powstania w 1916 r. i walki o wyzwolenie narodowe Kirgizów.